# 西卡雷 CH-1
Cicaré CH-1是一款由奧古斯托·西卡雷於1960年代研製的直升機。

## 發展
CH-1是一架單座、單引擎直升機，驅動兩個反向旋轉的同軸旋翼，每個旋翼都有兩個葉片。直升機的機身由鋼製成。旋翼軸的傾斜度由CH-1的循環控制決定。